# Patrola
Patrola (deutsch: Patrouille) war eine Rockband aus Zagreb, die dem jugoslawischen New Wave (Novi val) zugeordnet wird.

## Geschichte
Die Band existierte von 1980 bis 1981 und bestand aus Renato Metessi (Gesang), Staško Adlešić (Bass, Backgroundgesang), Dragan Simonovski (Schlagzeug), Saša Mićunović (Gitarre) und Damir Molnar (Gitarre). Sie veröffentlichte nur ein Musikalbum, U sredini ("Im Mittelpunkt"), bei der Plattenfirma Suzy im Jahr 1981. Es wurde im Zagreber Studio R-4 RTZ aufgenommen. Neben ihrem Hit Ne pitaj za mene ("Frag nicht nach mir"), dessen Musik und Text von Metessi und Molnar stammten, sind Djevojka sa stanice ("Mädchen von der Haltestelle"), Čovjek bez slobode ("Mann ohne Freiheit") und Mi smo u sredini ("Wir sind im Mittelpunkt") die bekanntesten Lieder. Ferner wirkten Rastko Milošev und Zoran Kraš als Gastmusiker an dem Album mit. Nach dessen Erscheinen verließ Metessi die Band und gründete Zvijezde ("Die Sterne"). Der Rest der Gruppe nahm ein weiteres unveröffentlichtes Album, Tragovi noći ("Nachtspuren"), auf.

## Trivia
In der Rockumentary Sretno Dijete über die Novi val, einem Film von Igor Mirković aus dem Jahr 2003, erinnert sich auch Renato Metessi an die Zeit mit Patrola.

## Diskografie
- U sredini (Suzy, 1981)